# Opći izbori u Urugvaju 1999.
Opći izbori u Urugvaju održani su 31. listopada 1999., te su se na njima istovremeno birali zastupnici u Parlamentu i predsjednik Urugvaja. Uz izbore, na isti dan je održan i referendum s dva referendumska pitanja: o novčanoj neovisnosti (autonomiji) sudstva i o ravnateljima državnih trvtki. Drugi krug izbora održan je 28. studenog 1999., te je u njemu za novog predsjednika Urugvaja izabran član stranke Colorado Jorge Batlle Ibáñez, dok je na parlamentarnim izborima pobijedio stranački savez Širokog fronta.

## Ishod izbora
| Stranka                            | Predsjednički kandidat       | Prvi krug | Prvi krug | Drugi krug | Drugi krug | Mjesta          | Mjesta | Mjesta | Mjesta |
| Stranka                            | Predsjednički kandidat       | Glasovi   | %         | Glasovi    | %          | Zastupnički dom | +/–    | Senat  | +/–    |
| ---------------------------------- | ---------------------------- | --------- | --------- | ---------- | ---------- | --------------- | ------ | ------ | ------ |
| Široki front–Progressive Encounter | Tabaré Vázquez               | 861.202   | 40,1      | 981.778    | 45,9       | 40              | +9     | 12     | +3     |
| Colorado                           | Jorge Batlle Ibáñez          | 703.915   | 32,8      | 1.158.708  | 54,1       | 33              | +1     | 10     | –1     |
| Narodna stranka                    | Luis Alberto Lacalle         | 478.980   | 22,       |            |            | 22              | –9     | 7      | –3     |
| Novi svemir                        | Rafael Michelini             | 97.943    | 4,6       | 4          | –1         | 1               | 0      |        |        |
| Građanski savez                    | Luis Pieri                   | 5.109     | 0,2       | 0          | 0          | 0               | 0      |        |        |
| Prazni/nevažeći listići            | Prazni/nevažeći listići      | 57.735    | –         | 65.626     | –          | –               | –      | –      | –      |
| Ukupno:                            | Ukupno:                      | 2.204.884 | 100       | 2.206.112  | 100        | 99              | 0      | 30     | –1     |
| Prijavljeni birači/izlaznost       | Prijavljeni birači/izlaznost | 2.402.160 | 91,8      | 2.402.135  | 91,8       | –               | –      | –      | –      |
| Izvori: Dieter Nohlen              |                              |           |           |            |            |                 |        |        |        |

## Poveznice
- Urugvajski referendum 1999.

## Vanjske poveznice
- (šp.) Republičko sveučilište u Urugvaju - osvrt na izbore i obrada rezultata izbora  Arhivirana inačica izvorne stranice od 27. prosinca 2013. (Wayback Machine)